# Pleurocrypta petrolisthis
Pleurocrypta petrolisthis är en kräftdjursart som beskrevs av Clements Robert Markham 1988. Pleurocrypta petrolisthis ingår i släktet Pleurocrypta och familjen Bopyridae. Inga underarter finns listade i Catalogue of Life.